# Liuwe Tamminga
Liuwe Tamminga (* 25. September 1953 in Hemelum; † 29. April 2021 in Bologna) war ein niederländischer Organist.

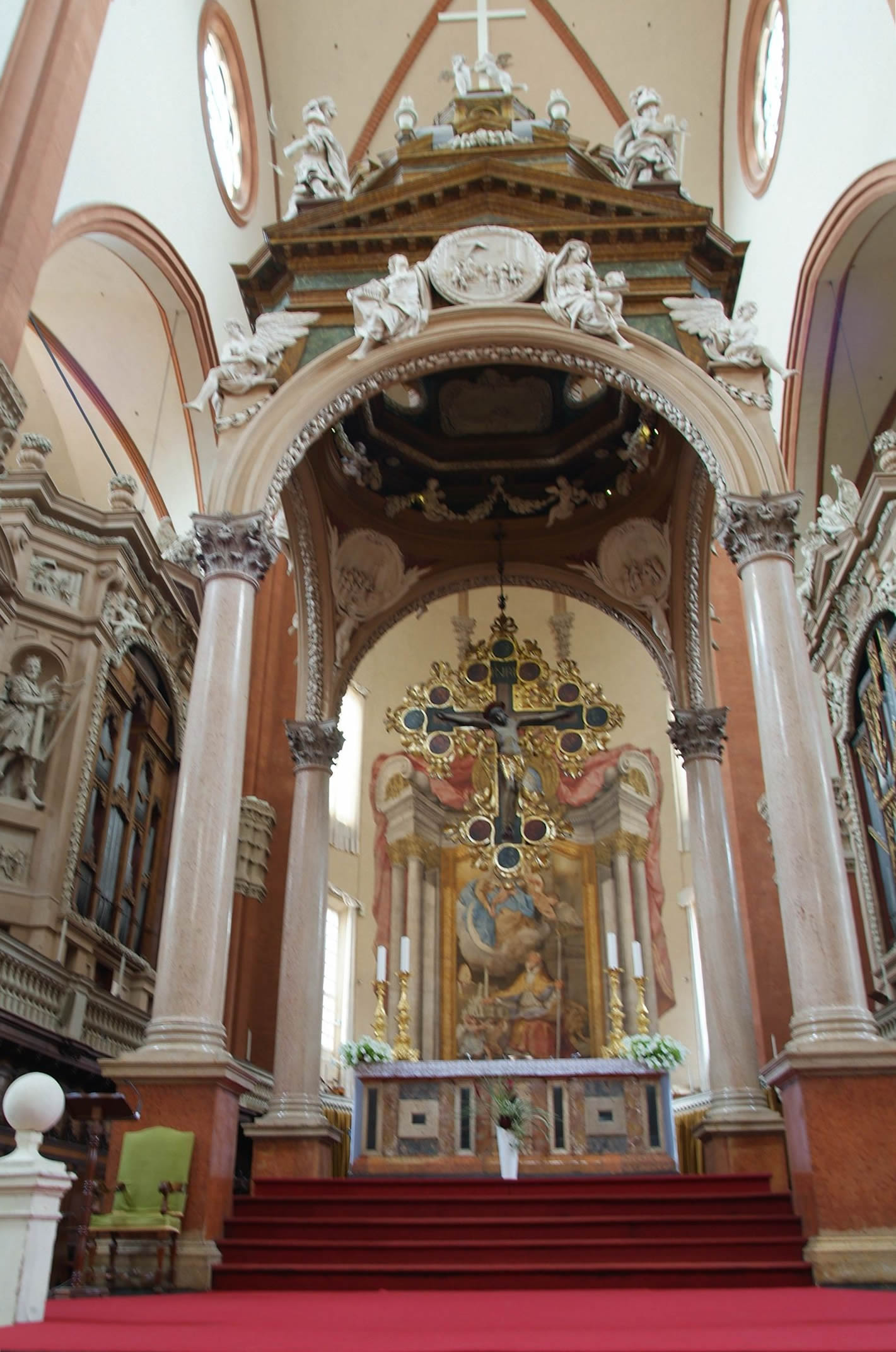
Orgeln und Hochaltar von San Petronio in Bologna, Wirkungsstätte von Liuwe Tamminga

## Leben und Werk
Liuwe Tamminga studierte am städtischen Konservatorium Groningen Cembalo und Orgel bei Wim von Beek und Komposition bei Willem Frederik Bon. 1977 bestand er das Examen als Orgelsolist mit Auszeichnung. Von 1978 bis 1982 setzte er seine Ausbildung in Paris bei Jean Langlais und André Isoir fort. 
1980 erhielt er den Ersten Preis beim Nationalen Improvisationswettbewerb in Bolsward und 1981 den Prix d'Excellence im Fach Orgel. In dieser Zeit gab er regelmäßig Konzerte in der Abtei Saint-Germain-des-Prés in Paris. Zudem besuchte er Meisterklassen von Olivier Messiaen, André Marchal, Marie-Claire Alain, Ewald Kooiman, Louis Toebosch, Hans Haselböck, Michel Chapuis, Montserrat Torrent, Guy Bovet, Gustav Leonhardt und Xavier Darasse.
Ab 1982 lebte Tamminga in Bologna und studierte dort das frühe italienische Orgelrepertoire bei Luigi Ferdinando Tagliavini, mit dem gemeinsam er die Organistenstelle an der restaurierten Orgeln von Lorenzo da Prato und Baldassarre Malamini an der Basilika San Petronio innehatte. Er galt als Spezialist für die italienische Orgelmusik des 16. und 18. Jahrhunderts. 
Mit Tagliavini nahm er zwei CDs mit Werken alter italienischer und flämischer Meister und Werken von Giovanni und Andrea Gabrieli auf. Weiterhin spielte er u. a. Kompositionen von Marco Antonio Cavazzoni, Jacques Buus, Giovanni de Macque und Giovanni Pierluigi da Palestrina ein. Als Konzertorganist trat er in ganz Europa, den USA und Japan auf.
Tamminga gab Meisterklassen an der Accademia di Musica Italiana per Organo in Pistoia, beim Corso Internazionale di Musica Antica in Urbino, an der Konservatorien von Parma, Mantua, Pesaro, Bergamo, Potenza, Matera, Krakau, Breslau, Utrecht und Rotterdam, am New England Conservatory in Boston und am Lemmensinstituut in Leuven. 2002 war er Dozent bei der Internationalen Sommerakademie in Haarlem.